# Livádia (Astypalée)
Livádia (grec moderne : Λιβάδια) est une localité située dans le dème d'Astypalée, dans le district régional de Kálymnos, dans la périphérie d'Égée-Méridionale, en Grèce.
Selon le recensement de 2021, elle compte 159 habitants.